# 서호철
서호철(1975년 8월 22일 ~ )은 대한민국의 배우이다.

## 이력
1994년에 연극배우로 데뷔하였다.

## 학력
- 인항고등학교 졸업
- 서울예술대학 연극과 졸업

## 출연작

### 영화
- 《히든》 (2022년) - 몸빵전문가 역
- 《얼굴없는 보스》 (2019년) - 클럽 사장 2 역
- 《극한직업》 (2019년) - 안산분점 조직원 1 역
- 《베토벤 메들리》 (2018년) - 도빈 역
- 《스타박'스 다방》 (2018년) - 광수(연서 아빠) 역
- 《내게 남은 사랑을》 (2017년) - 목재소 손님 역
- 《프리즌》 (2017년) - 홍표패거리 역
- 《졸업반》 (2016년) - 룸아저씨 / 사진사 역
- 《커튼콜》 (2016년) - 석구 역
- 《두 남자》 (2016년) - 서 형사 역
- 《워킹스트리트》 (2016년) - 제나 아빠 역
- 《서울역》 (2016년) - 붉은 티셔츠 아저씨 역
- 《스피드》 (2015년) - 창기 역
- 《코인라커》 (2015년) - 문방 3 역
- 《스물》 (2014년) - 조개구이 건달 사내 1 역
- 《트러블 트레블러》 (2014년)
- 《노리개》 (2013년) - 정진석 역
- 《차이나 블루》 (2012년) - 호철 역

### 드라마 & 시트콤
- 《보이스 4》 (2021년, tvN)
- 《스토브리그》 (2019년, SBS) - 민태성 역
- 《멜로가 체질》 (2019년, JTBC)
- 《의문의 일승》 (2017년, SBS)
- 《조작》 (2017년, SBS)
- 《보이스》 (2017년, OCN)
- 《대박》 (2016년, SBS)
- 《애인 있어요》 (2015년, SBS)
- 《육룡이 나르샤》 (2015년, SBS)
- 《화정》 (2015년, MBC)
- 《전설의 마녀》 (2014년~2015년, MBC) - 형사 역
- 《신의 선물 - 14일》 (2014년, SBS)
- 《귀신 보는 형사 처용》 (2014년, OCN) - 박유석 역
- 《잘 키운 딸 하나》 (2013년, SBS)
- 《백년의 유산》 (2013년, MBC) - 형사 역
- 《인현왕후의 남자》 (2012년, tvN) - 제주도에서 김붕도를 죽이려는 남자 역
- 《한반도》 (2012년, TV조선)
- 《뱀파이어 검사》 (2011년, OCN)
- 《북만벌, 칼을 가는 나그네 - 백야 김좌진 장군》 (2011년, SBS)
- 《장미의 전쟁》 (2011년, SBS)
- 《신의 퀴즈 1》 (2010년, OCN) - 소속사 김사장의 변호사 역
- 《괜찮아, 아빠딸》 (2010년, SBS)
- 《시크릿 가든》 (2010년, SBS)
- 《초혼》 (2010년, SBS)
- 《웃어요, 엄마》 (2010년, SBS)
- 《자이언트》 (2010년, SBS)
- 《녹색마차》 (2009년, SBS)
- 《신의 저울》 (2008년, SBS)
- 《이산》 (2007년, MBC)
- 《완벽한 이웃을 만나는 법》 (2007년, SBS)
- 《에어시티》 (2007년, MBC)
- 《외과의사 봉달희》 (2007년, SBS)
- 《사랑도 미움도》 (2006년, SBS)
- 《연개소문》 (2006년, SBS)
- 《주몽》 (2006년, MBC)